# 王家镇 (辽阳市)
王家镇，是中华人民共和国辽宁省辽阳市太子河区下辖的一个乡镇级行政单位。

## 行政区划
王家镇下辖以下地区：
马草湾村、金家坎村、泗河堡村、东台村、辉宁堡村、王家村、尤户屯村、沙河池村、前河洪堡村、西河洪堡村、东河洪堡村和头道沟村。